# Almanaque Capivarol
Almanaque Capivarol foi uma publicação institucional distribuída gratuitamente nas farmácias brasileiras no século XX, contendo propagandas de remédios e diversas curiosidades, tais como feriados e datas comemorativas, anedotas, períodos favoráveis da lavoura (plantio, colheita, etc.) ou de pesca, excertos literários, sabedoria popular, etc.
Teve sua primeira publicação em 1919, a partir da cidade do Rio de Janeiro, e visava divulgar o tônico chamado Capivarol.
O exemplar da foto a seguir é de data desconhecida, ilustra vários lugares turísticos do Rio de Janeiro. 

## Análise histórica
Tais publicações, distribuídas em farmácias de todo o país, atendiam não apenas ao público urbano, mas levavam entretenimento também às pequenas cidades e zona rural; as propagandas visavam convencer a tomar suas pílulas, xaropes e elixires, para atender aos apelos de uma publicidade que mostrava as vantagens da boa aparência e corpo saudável. Além disto, por vezes substituíam as cartilhas escolares e serviam de iniciação ao hábito da leitura.
Numa desses textos de divulgação do Capivarol, em 1933, lia-se: "Sonhei com Nossa Senhora Aparecida e ela me mostrou um vidro de remédio para a maleita. Graças a Deus minha filha melhorou".